# Daedalean
 (octobre 2022).
La mise en forme du texte ne suit pas les recommandations de Wikipédia : il faut le « wikifier ».
Les points d'amélioration suivants sont les cas les plus fréquents. Le détail des points à revoir est peut-être précisé sur la page de discussion.
- Les titres sont pré-formatés par le logiciel. Ils ne sont ni en capitales, ni en gras.
- Le texte ne doit pas être écrit en capitales (les noms de famille non plus), ni en gras, ni en italique, ni en « petit »…
- Le gras n'est utilisé que pour surligner le titre de l'article dans l'introduction, une seule fois.
- L'italique est rarement utilisé : mots en langue étrangère, titres d'œuvres, noms de bateaux, etc.
- Les citations ne sont pas en italique mais en corps de texte normal. Elles sont entourées par des guillemets français : « et ».
- Les listes à puces sont à éviter, des paragraphes rédigés étant largement préférés. Les tableaux sont à réserver à la présentation de données structurées (résultats, etc.).
- Les appels de note de bas de page (petits chiffres en exposant, introduits par l'outil «  Source ») sont à placer entre la fin de phrase et le point final[comme ça].
- Les liens internes (vers d'autres articles de Wikipédia) sont à choisir avec parcimonie. Créez des liens vers des articles approfondissant le sujet. Les termes génériques sans rapport avec le sujet sont à éviter, ainsi que les répétitions de liens vers un même terme.
- Les liens externes sont à placer uniquement dans une section « Liens externes », à la fin de l'article. Ces liens sont à choisir avec parcimonie suivant les règles définies. Si un lien sert de source à l'article, son insertion dans le texte est à faire par les notes de bas de page.
- La présentation des références doit suivre les conventions bibliographiques. Il est recommandé d'utiliser les modèles {{Ouvrage}}, {{Chapitre}}, {{Article}}, {{Lien web}} et/ou {{Bibliographie}}. Le mode d'édition visuel peut mettre en forme automatiquement les références.
- Insérer une infobox (cadre d'informations à droite) n'est pas obligatoire pour parachever la mise en page.

Pour une aide détaillée, merci de consulter Aide:Wikification.
Si vous pensez que ces points ont été résolus, vous pouvez retirer ce bandeau et améliorer la mise en forme d'un autre article.
 (octobre 2022).
Daedalean est une entreprise technologique basée en Suisse qui développe des systèmes logiciels de pilotage autonome basés sur l'apprentissage automatique pour les avions civils. Il collabore avec des entreprises eVTOL et des fabricants aérospatiaux et avioniques.
Daedalean a son siège social à Zurich, en Suisse, et possède des bureaux à Riga, en Lettonie, et à Phoenix, en Arizona, aux États-Unis.
La startup développe des instruments de pupitre de vol basés sur l'apprentissage automatique et les réseaux de neurones qui minimiseront l'implication humaine dans le processus de vol. Ses produits phares sont le guidage visuel, la navigation et la suite de contrôle basés sur l'apprentissage automatique pour l'aviation générale.

## Histoire
Daedalean a été fondée en 2016 à Zurich, en Suisse, par Anna Chernova, Luuk van Dijk,, et Jasmine Kent, qui s'est ensuite éloignée des affaires de l'entreprise pour devenir cofondatrice de Dufour Aerospace.
En novembre 2019, Honeywell Inc. a signé un accord avec Daedalean sur des tests conjoints et un partenariat technologique dans le développement de solutions de décollage, d'atterrissage et de navigation indépendantes du GPS et d'évitement de collision autonomes pour l'aviation générale et l'eVTOL. De plus, Honeywell Ventures a rejoint le pool d'investisseurs de la startup suisse.
En décembre 2019, la société a été annoncée comme l'un des lauréats d'une subvention de plusieurs millions d'euros dans le cadre du programme Horizon 2020. Daedalean a reçu une subvention EIC Accelerator de 2,3 millions d'euros du Conseil européen de l'innovation,,.
En mars 2020, l'Agence de la sécurité aérienne de l'Union européenne (EASA), conjointement avec Daedalean, a publié le rapport intitulé "Concepts of Design Assurance for Neural Networks (CoDANN)" dans le cadre d'un contrat de partenariat d'innovation (IPC) d'une durée de 10 mois,,.
En mars 2021, Daedalean s'est associé à Reliable Robotics pour construire des systèmes avancés de navigation et de connaissance de la situation pour les opérations aériennes commerciales,.
En mai 2021, Daedalean, en collaboration avec l'EASA, a publié le deuxième rapport, "Concepts of Design Assurance for Neural Networks (CoDANN) II", à la suite d'une collaboration de 10 mois dans le cadre de leur deuxième contrat de partenariat d'innovation,,.
En décembre 2021, Daedalean et Avidyne ont achevé le développement d'un système d'avionique de vision basé sur l'IA pour les marchés de l'aviation générale, des missions spéciales et de la mobilité aérienne avancée, qui sera commercialisé sous le nom de système de vision Avidyne PilotEyeTM. Les compagnies ont demandé le certificat de type supplémentaire (STC) auprès de la Federal Aviation Administration (FAA), avec validation simultanée avec l'AESA.
En mai 2022, la société et la FAA ont achevé un projet de recherche conjoint basé sur l'apprentissage automatique pour les avions à usage général. Le sujet du projet était l'étude d'un système d'atterrissage à vue (VLS) pour aéronef à voilure fixe développé par Daedalean. Les résultats de la recherche ont été publiés dans un rapport de projet intitulé `Guidage d'atterrissage sur piste basé sur un réseau de neurones pour l'aviation générale Autoland`,.
En août 2022, Daedalean a lancé la succursale américaine à Phoenix, en Arizona. Le président de Daedalean aux États-Unis est devenu Yemaya Bordain.

## Projets
De mai 2019 à mai 2021, Daedalean a consulté l'AESA dans le cadre de deux contrats de partenariat d'innovation (IPC). Le premier projet (2019-2020) a étudié l'utilisation possible de l'apprentissage automatique/des réseaux de neurones dans l'avionique critique pour la sécurité. Les résultats du premier projet ont été résumés dans le rapport Concepts of Design Assurance for Neural Networks (CoDANN) I, mars 2020. Le système de guidage visuel à l'atterrissage (VLS), développé par Daedalean, a servi de cas d'utilisation.
Les résultats du deuxième projet, en collaboration avec l'AESA (2020-2021), ont été résumés dans le rapport CoDANN II, mai 2021, qui a mûri le concept d'assurance de l'apprentissage et discuté des éléments constitutifs de l'IA restants de la feuille de route de l'AESA sur l'IA. La détection visuelle du trafic de Daedalean a servi de cas d'utilisation,,.
En 2021, un projet avec la FAA a étudié l'applicabilité des conclusions de CoDANN aux processus d'assurance de conception de la FAA pour les logiciels avioniques. Le sujet du projet était l'étude d'un VLS pour aéronef à voilure fixe développé par Daedalean. La campagne d'essais en vol, menée en présence de membres de la FAA à bord, s'est déroulée en mars 2021 en Floride. En 2022, la FAA a publié le résultat du projet dans un rapport intitulé "Guidage d'atterrissage sur piste basé sur un réseau de neurones pour l'aviation générale Autoland",.
En mars 2022, Embraer, un constructeur aérospatial multinational brésilien, a annoncé des partenariats technologiques avec plusieurs entreprises dans le cadre du projet EASy, le projet Embraer Autonomous System. Daedalean est devenu l'un des membres du partenariat,.

## Investissements
Le montant total divulgué du financement de la société est de 72,5 millions de dollars.
En septembre 2017, Daedalean a remporté la première subvention de 50 000 $ de l'Agence exécutive de l'UE pour les SME (EASME).